# Brachiaria decumbens
Brachiaria decumbens är en gräsart som beskrevs av Otto Stapf. Brachiaria decumbens ingår i släktet Brachiaria och familjen gräs. Inga underarter finns listade i Catalogue of Life.